# 巴沟 (北京)
巴沟，原名八沟，是中国北京市海淀区的一个地名，位于海淀区中部。此处位于万泉河以南。今位于巴沟路以南，蓝靛厂北路以东，万泉庄以西，小南庄以北。

## 历史
巴沟因历史上有八条水沟，故称“八沟”，后音转为今名。过去，万泉庄的泉水自南向北流，其中八条水沟最大，人们在水边的高地上建成小村，明朝万历年间称“八沟村”，又称“巴沟”。《长安客话》载：“北淀之水来自巴沟，或云巴沟即南淀也。”这八条水沟的水向北汇入万泉河中。
据说，清朝乾隆帝每年赴热河木兰围场狩猎，驻跸避暑山庄时，有时赴宗畅寺游览。回銮北京后，便命内务府营造司依照宗畅寺附近的自然景观，在万泉庄北侧仿建。从巴沟村到南海淀倒座观音堂以西的一里多的东西走向的道路上，在巴沟桥东西两侧有八条南北走向的水沟穿过此路，八条水沟分别建花岗石单孔平桥八座，南引万泉河水，北流至畅春园宫门前的菱角泡子（即位于海淀中心的丹棱沜）。巴沟桥以及这八条水沟和八座平桥配上圣化寺，形成了新的自然景观。
《日下旧闻考·卷七十九·国朝苑囿泉宗庙》载，乾隆三十五年（1770年），乾隆帝御制《出畅春园门自堤上至泉宗庙杂咏》：
政务详裁无逸斋，余闲未报午时牌。
出园一揽泉宗胜，减从何须法驾排。
自南流水落鸣湍，停注溪田冻尚宽。
未是灵台推步舛，候迟因闰致春寒。
泉出万泉原泻北，石桥惟剩说巴沟。
春明日下胥差记，安得髙梁有逆流？……
诗中乾隆帝有小注：
《日下旧闻》、《春明梦余录》皆谓丹棱沜之水出巴沟以逹于高梁桥。今丹棱沜虽不能确指为何地，而巴沟桥之名尚存，桥南为万泉庄，地既高于巴沟，其水实自南而北，安得由巴沟逆流以入高梁乎？髙梁实源于玉泉，汇为昆明湖，经长河南注，与此何涉？向为《万泉庄记》，曾详辨之。
由该文可见，乾隆帝认为《日下旧闻》、《春明梦余录》所称的丹棱沜之水向南经巴沟流向高梁桥是不对的，应为万泉庄的泉水经巴沟向北流向丹棱沜，此水同高梁桥下的高梁河无关。
《日下旧闻考·卷九十九·郊垧西九》：
圣化寺西北为巴沟村，有延寿庵。臣等谨按：“圣化寺建自康熙年间，近寺为北所，为含淳堂，皆详见苑囿门。巴沟村有巴沟桥，皇上命立碑以志之，巴沟桥东南与万泉庄接壤，其水自南而北，汇入畅春园。园即丹棱沜，为明武清侯李铭诚清华园。恭绎御制《万泉庄记》厘定水道所经至精至确，足正朱彝尊、孙承泽诸家之谬，全文谨载入苑囿门。”泉宗庙卷后：巴沟村之延寿庵，相传为明代旧刹，本朝重加修葺。増：三教庵，在万泉庄。臣等谨按：“万泉庄泉源随地涌现，乾隆三十二年，皇上始于其地建泉宗庙，庙内之泉锡嘉名者，凡二十有八，谨载入苑囿门。其庙外之泉，若大沙泉、小沙泉，亦皆立碣以志之，自是水之由万泉庄注巴沟，由巴沟入畅春园者，其源流始大著。至王嘉谟《蓟邱集》、蒋葵《长安客话》诸书所载，有东雉村、西勾桥，皆附近丹棱沜之地，伏读御制《万泉庄记》指示巴沟桥之南，平地淙淙出乳穴者不可胜数，与诸书所载东雉、西勾水入地中者相合，睿鉴周详，访古者咸识所依据矣。”
以上所载的巴沟桥及水沟情况，恰和1990年代的巴沟桥以及八条水沟的遗址相符。根据上文，巴沟村有巴沟桥，乾隆帝命立碑以志之；巴沟桥东南和万泉庄接壤，其水自南向北汇入畅春园（即丹棱沜）。
清朝光绪年间，巴沟有“养年别墅”，军机大臣荣庆常来该别墅居住。1958年之前，巴沟桥、八条水沟和八座石平桥仍完好，泉水仍分为八条沟向北流入万泉河。1958年人民公社化之后，巴沟大道以南的大片稻田被北京市园林局辟作养鱼池。不久，巴沟大道以北的大片稻田被北京市水产公司占用。又过数年，因水源枯竭，水沟被逐渐填平，巴沟桥及八座石平桥也被逐步拆除。
巴沟村平面呈正方形，主街为南北走向，水泥方砖路。巴沟村很小，但寺庙很多。自清朝以来有延寿庵，康熙年间兴建宝真观，道光年间兴建观音庙、五圣庵，光绪年间兴建裕华庵。中华人民共和国成立后，巴沟村的寺庙道观均被拆毁，改建为居民区。
1996年6月21日，北京市人民政府常务会议通过了“万柳工程”整体改造项目。1998年12月26日，万柳工程正式启动。2003年10月，巴沟村开始拆迁。到2005年，巴沟村已经荡然无存。